# صالح سلیم
صالح سلیم (عربی: صالح سليم؛ ۱۱ سپتامبر ۱۹۳۰ – ۶ مهٔ ۲۰۰۲) بازیکن فوتبال اهل مصر بود.
از باشگاه‌هایی که در آن بازی کرده‌است می‌توان به باشگاه ورزشی الاهلی مصر اشاره کرد. وی به‌همراه تیم ملی فوتبال مصر در بازی‌های المپیک تابستانی ۱۹۶۰ شرکت کرده است.